# Rohit Paudel
Rohit Kumar Paudel (* 2. September 2002 in Bardaghat, Nepal) ist ein nepalesischer Cricketspieler, der seit 2018 für die nepalesische Nationalmannschaft spielt und seit 2022 ihr Kapitän ist.

## Aktive Karriere
Paudel gab sein Debüt in der Nationalmannschaft im August 2018 in den Niederlanden. Im Januar 2019 reiste er mit dem Nationalteam in die Vereinigten Arabischen Emirate, wo er zunächst ein Fifty über 55 Runs erreichte und dann sein Twenty20-Debüt gab. Im September 2021 erzielte er erst gegen Papua-Neuguinea ein Fifty (86 Runs) und dann in einem drei-Nationen-Turnier im Oman gegen die Vereinigten Staaten (62 Runs). Im März 2022 erreichte er bei einem Drei-Nationen-Turnier in den Vereinigten Arabischen Emiraten ein weiteres Fifty (60 Runs) gegen Papua-Neuguinea. Kurz darauf trafen die beiden Teams in Nepal aufeinander, wo ihm mit 126 Runs aus 107 Bällen sein erstes internationales Century gelang. Im anschließenden Drei-Nationen-Turnier konnte er ein weiteres Fifty (51 Runs) gegen Malaysia erreichen. Ein weiteres Drei-Nationen-Turnier in den Vereinigten Staaten im Juni 2022 brachte ihm gegen den Gastgeber ein weiteres Half-Century (62 Runs).
Im November 2022 wurde er zum Kapitän des Nationalteams ernannt. Im Februar 2023 führte er sie in ein heimisches Drei-Nationen-Turnier, bei dem ihm gegen Namibia (72 Runs) und Schottland (95* Runs) je ein weiteres Fifty gelang. In einem weiteren heimischen Drei-Nationen-Turnier im März folgte dann ein Fifty (77 Runs) gegen die Vereinigten Arabischen Emirate. Bei den Asienspielen im September 2023 erreichte er gegen die Mongolei ein Fifty über 61 Runs. Dort führte er das Team ins Viertelfinale, wo man an Indien scheiterte. Es folgte ein heimisches Drei-Nationen-Turnier, bei dem er ein Fifty über 51* Runs gegen die Vereinigten Arabischen Emirate erreichte. Im November fand die Qualifikation für die kommende Twenty20-Weltmeisterschaft statt, wo er das Team zur Qualifikation für das Endturnier führte und im Finale gegen den Oman 52* Runs erzielte. Im Februar kam Kanada nach Nepal und ihm gelang in der ODI-Serie erst 4 Wickets für 22 Runs als Bowler und dann ein Fifty über 87 Runs als Batter, wofür er je als Spieler des Spiels ausgezeichnet wurde. Im darauf folgenden Drei-Nationen-Turnier erzielte er ein Fifty (50 Runs) gegen die Niederlande.